# Charaxes smaragdalis
Charaxes smaragdalis är en fjärilsart som beskrevs av Butler 1865. Charaxes smaragdalis ingår i släktet Charaxes och familjen praktfjärilar. Inga underarter finns listade i Catalogue of Life.

## Bildgalleri

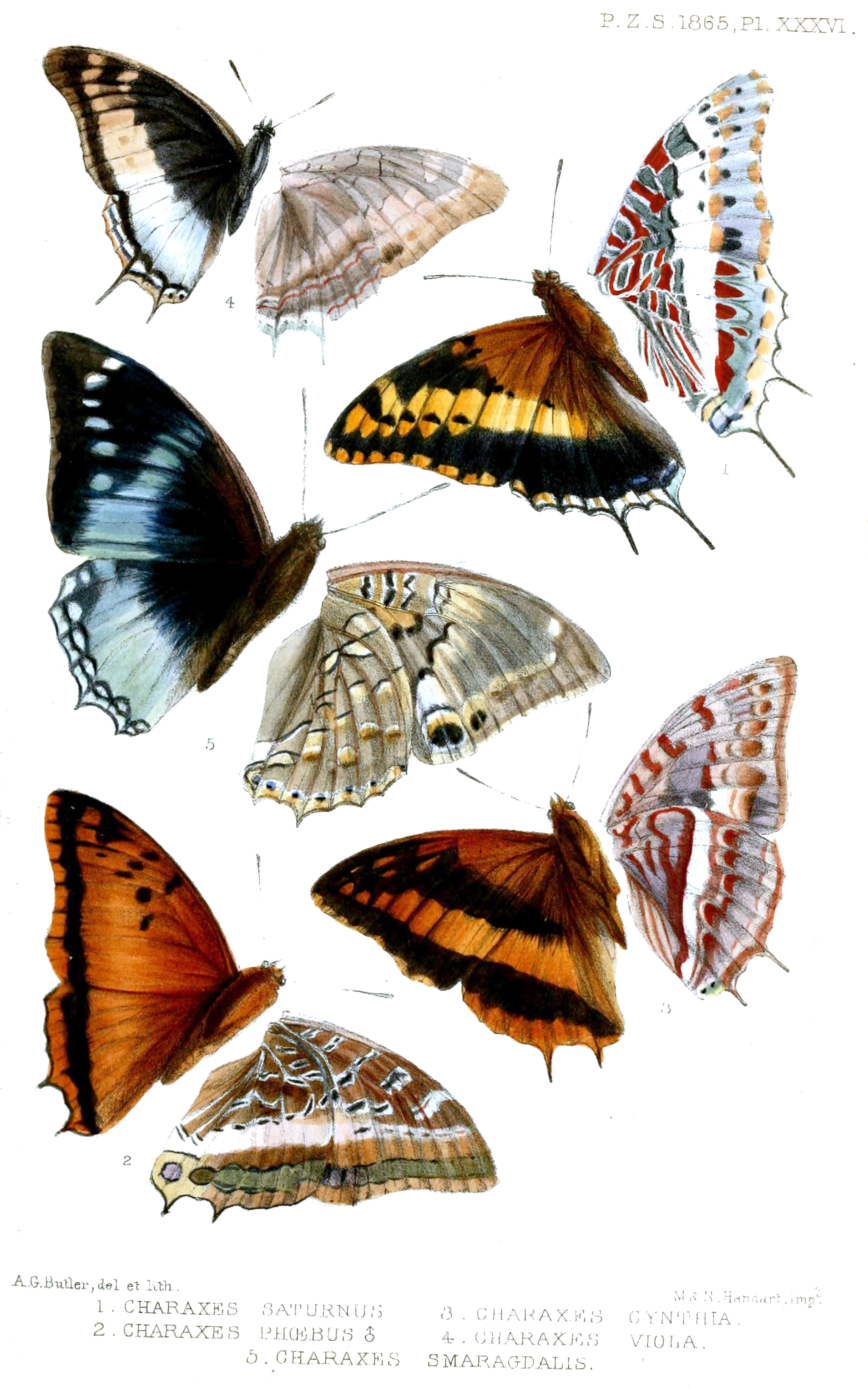